# Mangthö Ludrub Gyatsho
| Tibetische Bezeichnung                                |
| ----------------------------------------------------- |
| Tibetische Schrift: མང་ཐོས་ཀླུ་སྒྲུབ་རྒྱ་མཚོ་                  |
| Wylie-Transliteration: mang thos klu sgrub rgya mtsho |
| Chinesische Bezeichnung                               |
| Vereinfacht: 忙堆•鲁竹嘉措; 芒妥·鲁珠嘉措             |
| Pinyin:Mangdui Luzhu Jiacuo; Mangtuo Luzhu Jiacuo     |

Mangthö Ludrub Gyatsho (tib. mang thos klu sgrub rgya mtsho; geb. 1523; gest. 1596) war ein Gelehrter der Sakya-Schule des tibetischen Buddhismus. Er war ein Schüler von Chagthangpa Champa Sönam (lcags thang pa byams pa bsod nams; 1474–1540), der wiederum ein Schüler des Sakya-Mönches Chamchen Rabjampa Sanggye Phel (byams chen rab 'byams pa sangs rgyas 'phel ; 1412–1485) war, und ist bekannt für seine Kritik der Mahamudra-Lehren von Pema Karpo (pad+ma dkar po; 1527–1592).
Er ist Verfasser des bstan rtsis gsal ba'i nyin byed lhag bsam rab dkar, einer 1587 abgeschlossenen Studie der Chronologie des Buddhismus in Indien und Tibet, die in der modernen tibetischen Buchreihe gangs can rig mdzod Aufnahme fand.